# Syllis punctulata
Syllis punctulata är en ringmaskart som beskrevs av William Aitcheson Haswell 1920. Syllis punctulata ingår i släktet Syllis och familjen Syllidae. Inga underarter finns listade i Catalogue of Life.